# Bahnhof South Kenton

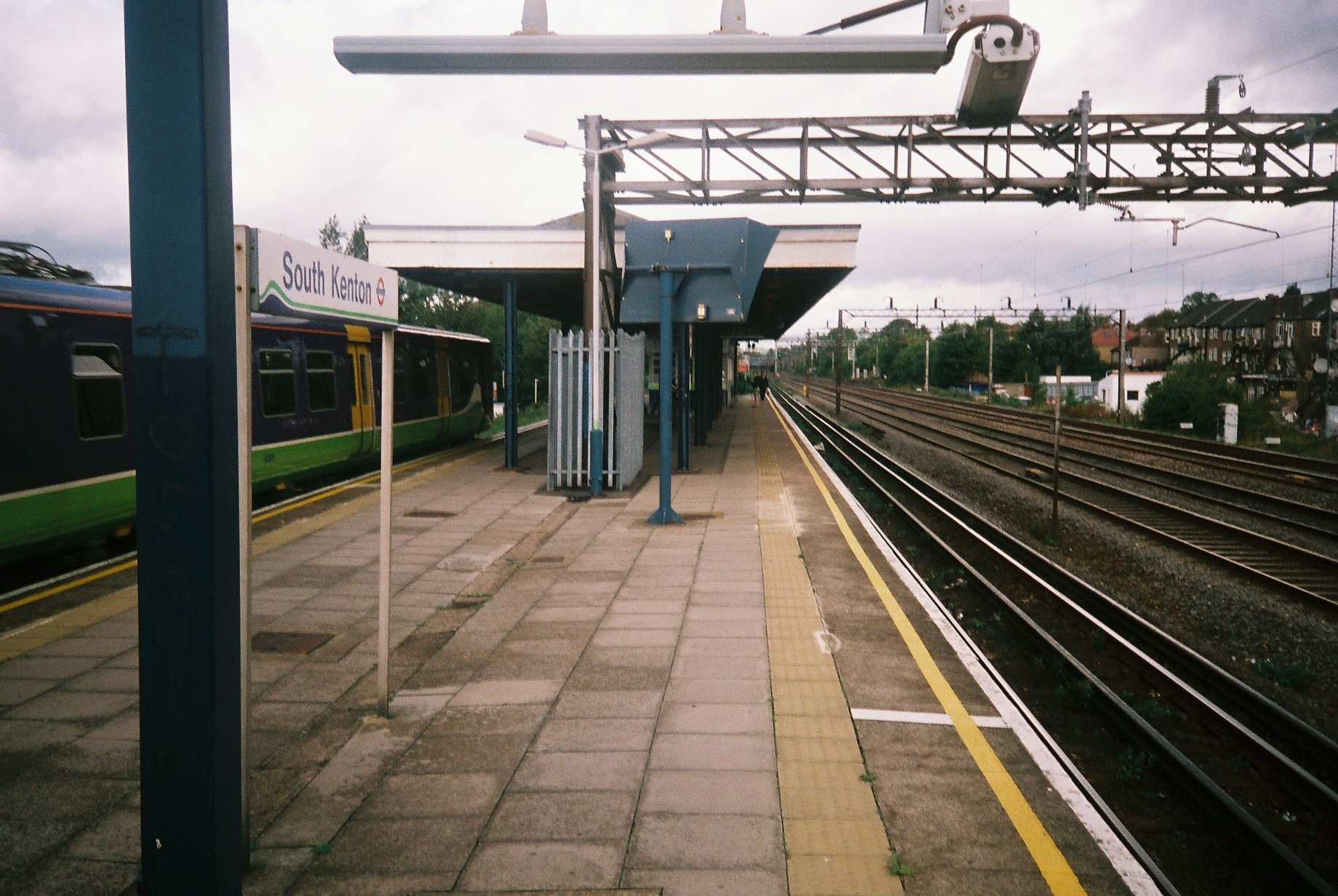
Inselbahnsteig des Bahnhofs South Kenton

South Kenton ist ein Bahnhof im Stadtbezirk London Borough of Brent. Er befindet sich in der Travelcard-Tarifzone 4 zwischen der Nathans Road und der Windermere Avenue. Der Bahnhof wird einerseits von London-Overground-Vorortszügen zwischen London Euston und Watford Junction bedient, andererseits von der Bakerloo Line der London Underground. Im Jahr 2014 nutzten 1,10 Millionen U-Bahn-Fahrgäste den Bahnhof, hinzu kommen 0,357 Millionen Fahrgäste der Eisenbahn.
Die Eröffnung des Bahnhofs erfolgte am 3. Juli 1933, die U-Bahn-Züge der Bakerloo Line und die elektrischen Vorortzüge auf der Watford DC Line waren hier bereits seit 1917 ohne Halt durchgefahren. Zwischen dem 24. September 1982 und dem 4. Juni 1984 war der Betrieb der Bakerloo Line auf dem Teilstück nördlich von Stonebridge Park vorübergehend eingestellt.